# Mathew Arackal
Mathew Arackal (ur. 10 grudnia 1944 w Erumely) – indyjski duchowny syromalabarski, w latach 2001–2020 biskup Kanjirapally.

## Życiorys
Święcenia kapłańskie przyjął 13 marca 1971 i został inkardynowany do archieparchii Changanacherry. Pracował jako wikariusz w Amboori (1971-1974) oraz jako prokurator eparchialny (1974-1977). W 1977 został kapłanem nowo powstałej eparchii Kanjirapally. Był m.in. prezesem Peermade Development Society.

### Episkopat
23 grudnia 2000 papież Jan Paweł II mianował go eparchą Kanjirapally. Sakry biskupiej udzielił mu 9 lutego 2001 abp Joseph Powathil.
15 stycznia 2020 przeszedł na emeryturę.